# 和士開
和 士開（わ しかい、524年 - 571年）は、北斉の武成帝の寵臣。本姓は素和氏。字は彦通。本貫は清都郡臨漳県。

## 経歴
西域の商胡の子孫で、東魏の中書舎人・儀州刺史の和安と劉氏のあいだの子として生まれた。幼くして聡明で、選抜されて国子学生となった。550年（天保元年）、北斉が建てられると、長広王高湛（のちの武成帝）に召し出されて、府行参軍をつとめた。高湛は槊を扱うのを好み、士開はその技を得意としたので、よく相手をつとめた。また胡琵琶の名手であったため、高湛の寵愛を受けた。文宣帝は士開を軽薄な人物とみなし、高湛と過度に馴れ合っていることを非難して、長城への徙刑に処した。後に高湛の請願を受けて、士開は罪を赦され、京畿士曹参軍に任じられた。
561年（皇建2年）、高湛（武成帝）が即位すると、士開は侍中に任じられ、開府を加えられた。ときに士開の母の劉氏が死去したため、武成帝は我がことのように悲しみ、武衛将軍の呂芬を士開の邸に派遣して弔問させた。また武成帝は犢車を派遣して士開を宮中に迎えさせ、士開と弟4人をもとの官に復帰させた。568年（天統4年）5月、士開は尚書右僕射に任じられた。10月、尚書左僕射に進んだ。武成帝が乾寿殿で病床に伏すと、士開は付き添って看病した。武成帝は士開を伊尹・霍光の才と評して、後事を委ねた。569年（天統5年）、武成帝が死去したが、後主は亡き父帝の遺託を受けて、士開を深く信任した。趙郡王高叡らが士開を弾劾したが、かえって胡太后の怒りを招き、高叡は殺害された。また士開を追い落とそうとした婁定遠は青州刺史に左遷された。570年（武平元年）、士開は淮陽王に封じられ、尚書令に任じられた。
571年（武平2年）2月、録尚書事に任じられた。ときに琅邪王高儼は士開の専横を憎み、厙狄伏連・馮子琮・王子宜・高舎洛らとともに士開の殺害を計画した。7月25日朝、士開が朝参しようとしたところ、厙狄伏連が士開を捕らえて南台に護送した。高儼は都督の馮永洛を派遣して士開を斬らせた。享年は48。後主は士開の死を悼んで、仮黄鉞・十州諸軍事・左丞相・太宰の位を追贈した。

## 逸話
- 和士開は胡皇后（武成帝の後妻）と姦通した。
- 天保の時代、和士開は長広王高湛におべっかを使い、「貴方さまは天人ではない、天帝です」と言った。高湛は得意になり「君は世人ではない、世神だ」と答えた。その後、文宣帝は高湛を非難し、和士開は長城へ流された。
- 和士開は淮陽王に封じられると、本妻だった元氏を捨て、妾の長孫氏を王妃（正室）にした。

## 伝記資料
- 『北斉書』巻50 列伝第42 恩倖
- 『北史』巻92 列伝第80 恩幸